# Jan Poort
Johannes Theodorus Petrus Maria Poort (Tilburg, 9 augustus 1914 – 1 maart 1987) was een Nederlands gemeenteambtenaar en verzetsman tijdens de Tweede Wereldoorlog.

## Bedekt verzet
Jan Poort was tijdens de bezettingsjaren chef van het bureau Evacuatie van de afdeling Bevolking van de gemeente Tilburg. Geruggensteund door het heersende vaderlandsgezinde klimaat bij het gemeentebestuur en ambtelijk apparaat verleende hij met zijn medewerkers uitgebreide bedekte steun aan de illegaliteit. Zo voorzagen zij o.a. onderduikers van bonkaarten, identiteitspapieren en geld.

## Tilburgse zegeltjeskraak
Poort onderhield goede contacten met de leiding van de LO en de KP. Via familierelaties kende hij de Betuwse KP-leider Johannes van Zanten, die in samenwerking met de KP-Soest vele geslaagde overvallen op gemeentelijke distributiekantoren pleegde.
Eind 1943 smeedden Poort en Van Zanten samen het geraffineerde plan dat uiteindelijk op 25 januari 1944 leidde tot de succesrijke, door de KP-Soest uitgevoerde Tilburgse zegeltjeskraak, waarbij 105.000 z.g. Rauterzegels en 700 blanco persoonsbewijzen werden buitgemaakt. Na de landelijke verspreiding door de ondergrondse van deze zegels, was de door de bezetter beoogde uitsluiting van verstrekking van bonkaarten aan onderduikers in een klap ineffectief geworden.
De historicus Loe de Jong heeft deze actie gekwalificeerd als een van belangrijkste wapenfeiten van het Nederlands verzet in de Tweede Wereldoorlog.

## Onderscheidingen
Voor zijn uitzonderlijke verdiensten tijdens de bezetting werd Jan Poort geëerd met de volgende onderscheidingen:
- Verzetsherdenkingskruis
- Ridder in de Orde van Oranje-Nassau
- Groot-Zilveren Legpenning van de gemeente Tilburg.